# Marga
Marga è un comune della Romania di 1254 abitanti, ubicato nel distretto di Caraș-Severin, nella regione storica del Banato.
Il comune è formato dall'unione di 2 villaggi: Marga e Vama Marga.

## Storia
Già accampamento e posto di confine dell'Impero romano attorno al 100-120, Marga viene indirettamente citata in un documento del 1479, dove di parla di Iacob de Marga, signore del luogo.
Anche nei secoli successivi e durante la dominazione dell'Impero austro-ungarico Marga rimase un importante posto di confine, tanto che nel 1768 venne staccato dal reggimento delle guardie di confine di Caransebeș una guarnigione di soldati che venne chiamata Plotone delle Guardie di Marga.

Con il passare degli anni, gli abitanti del paese divennero i membri di questo plotone, acquisendone, oltre agli obblighi, anche alcuni privilegi che l'Impero concedeva ai propri militari.